# تشیژکوف (ناحیه پلهریموف)
تشیژکوف (به چکی: Čížkov) یک منطقهٔ مسکونی در جمهوری چک است که در ناحیه پلهریموو واقع شده‌است. تشیژکوف ۳٫۰۲ کیلومتر مربع مساحت و ۱۳۹ نفر جمعیت دارد و ۶۰۹ متر بالاتر از سطح دریا واقع شده‌است.